# میران محله
میران محله، روستایی از توابع بخش کلاچای شهرستان رودسر در استان گیلان ایران است.

## جمعیت
این روستا در دهستان ماچیان قرار دارد و براساس سرشماری مرکز آمار ایران در سال ۱۳۸۵، جمعیت آن ۵۷ نفر (۱۷خانوار) بوده‌است. تقریباً تمام افراد ساکن در این روستا از سادات هستند و وجه تسمیه روستا هم برهمین اساس است. بیشتر افراد روستا دارای نام خانوادگی طاهری هستند.